# Scolosanthus acanthodes
Scolosanthus acanthodes là một loài thực vật có hoa trong họ Thiến thảo. Loài này được (Spreng.) Urb. miêu tả khoa học đầu tiên năm 1900.